# Phaloe romani
Phaloe romani là một loài bướm đêm thuộc phân họ Arctiinae, họ Erebidae.